# PRISM (programma di sorveglianza)

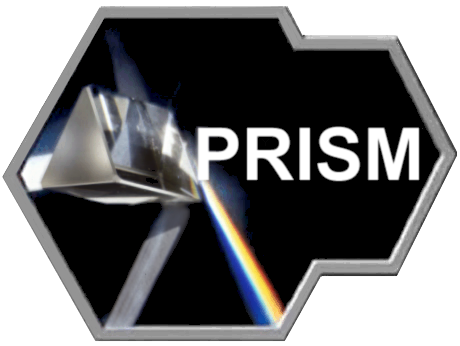
Logo del programma PRISM

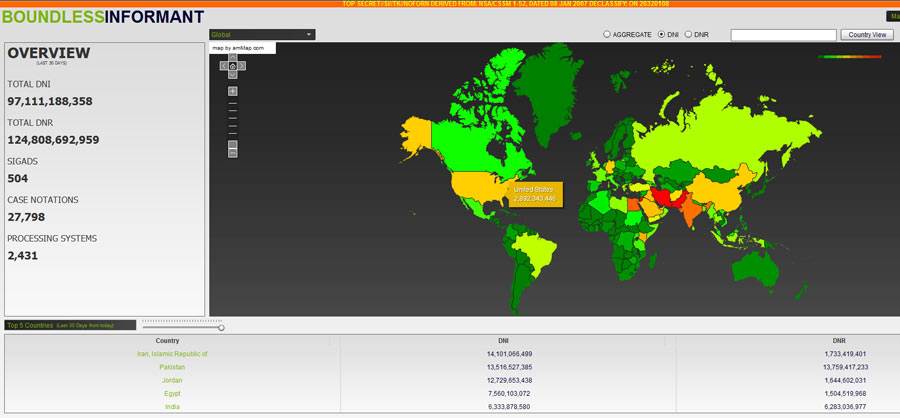
Mappa della raccolta dati dell'NSA

PRISM è un programma di sorveglianza elettronica, guerra cibernetica e Signal Intelligence, classificato come di massima segretezza, usato per la gestione di informazioni raccolte attraverso Internet e altri fornitori di servizi elettronici e telematici. 
È stato posto in attività dalla National Security Agency (NSA) fin dal 2007.
PRISM è il nome in codice scelto dal governo statunitense per US-984XN, ispirandosi al prisma ottico ("un mezzo trasparente alla luce che ha la capacità di alterare la visione della realtà osservata attraverso di esso").
I documenti pubblicati da Edward Snowden (ex impiegato di una società informatica che lavora per la NSA) nel giugno 2013, descrivono il programma PRISM come abilitato alla sorveglianza in profondità su comunicazioni dal vivo di gran parte del traffico Internet mondiale e delle informazioni memorizzate.

## Caratteristiche
I dati ottenibili comprendono quindi email, chat, chat vocali e videochat, video, foto, conversazioni VoIP, trasferimento di file, notifiche d'accesso e dettagli relativi a siti di reti sociali.
Per ottenere ciò, PRISM si serve della collaborazione di vari fra i maggiori service provider, tra cui i principali sono Google, Facebook, Microsoft, Skype, Apple, Yahoo, AOL e altri; inoltre, esso sfrutta le caratteristiche di routing tipiche della Rete: in particolare, il fatto che il percorso seguito dai pacchetti IP durante le connessioni non sia necessariamente il più breve ma piuttosto quello più economico. Grazie a tali caratteristiche di routing gran parte del traffico mondiale delle comunicazioni fra utenti e server posti in nazioni diverse (ad esempio un utente italiano che si collega a un sito web cinese) passa per gli Stati Uniti o per ISP statunitensi, circostanza che permette a PRISM di immagazzinare ancor più dati.
Il 14 giugno, in un'intervista, Snowden ha dichiarato che la NSA, per ampliare l'area coperta dalle intercettazioni, svolge abitualmente attacchi contro le dorsali Internet mirando ai router più importanti, sia di paesi amici (come gli stati europei), sia di provider cinesi. Nello stesso periodo Snowden dichiarò pure che la NSA aveva svolto azioni del genere su reti cinesi in decine di migliaia di attacchi.
L'unica contromisura veramente efficace che i cittadini possono usare per difendersi da PRISM è, secondo Snowden, l'uso di sistemi di crittografia forte (come PGP, Tor e mezzi simili).
L'operatività del programma si basa sulle previsioni normative contenute nella sezione 702 del Foreign Intelligence Surveillance Act (FISA), una legge promulgata nel 1978 ma più volte modificata (ad esempio, dallo USA PATRIOT Act concepito nel 2001) e prorogata (l'ultima volta da Barack Obama nel dicembre 2013), durante gli anni successivi agli attentati dell'11 settembre 2001.
Il 2 agosto 2013 un articolo del Süddeutsche Zeitung rivela che le operazioni di PRISM non si limitano al solo spionaggio. Da alcuni documenti di cui la testata è in possesso risulta che i maggiori ISP europei e no:
1. svolgono veri e propri attacchi informatici a reti private;
2. alterano attivamente il traffico utente allo scopo di sfruttare vulnerabilità (tramite exploit) e installare trojan su determinati computer, compromettono così sistemi informatici onde ottenere il controllo completo al pc delle vittime.

Gli ISP coinvolti vengono definiti "la Crème de la Crème" di Internet, in quanto da soli hanno il controllo quasi totale sul traffico Internet mondiale.

## Risposta delle presunte società coinvolte

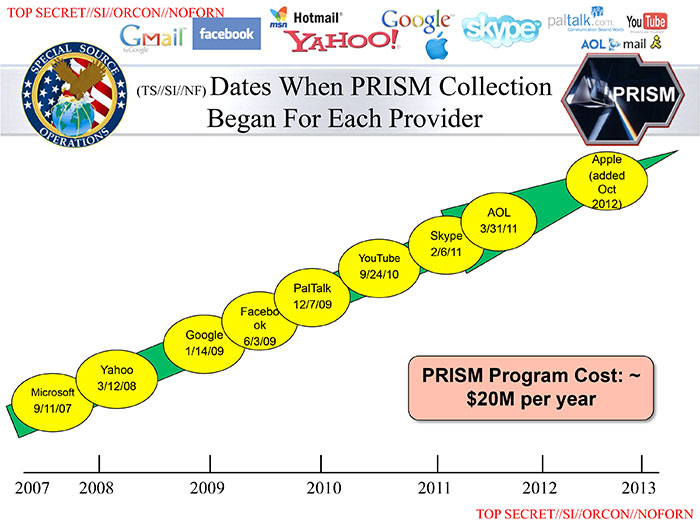
Elenco delle società, ordinate per data in cui si sono unite al progetto PRISM

Gli articoli del Washington Post e del Guardian riportano che i dati raccolti da PRISM provenivano direttamente dai server dei fornitori di servizi internet.
Dirigenti aziendali di diverse società individuate nei documenti trapelati hanno comunicato al  The Guardian che non erano a conoscenza del programma PRISM e, in particolare, hanno anche negato di rendere disponibili su vasta scala tali informazioni al governo, come riportato dai quotidiani.